# Карпинськ
Карпи́нськ (рос. Карпинск; до 1933 року — Богословськ, до 1941 року — Вугільний) — місто, центр Карпинського міського округу Свердловської області.

## Географія
Карпинськ розташований на півночі Свердловської області, на східному схилі Північного Уралу біля перетину 60-ї паралелі з 60-им меридіаном, на лівому березі річки Тур'ї (басейн Обі), за 436 км від Єкатеринбургу.

## Історія
Заснований 1759 року як поселення при Богословському заводі. До 1923 року був адміністративним центром Богословського гірничого округу. Статус міста і нинішню назву отримав 1941 року.

## Населення
Населення — 29113 осіб (2010, 31216 у 2002).